# Кендыш, Юрий Игоревич
Юрий Игоревич Кендыш (бел. Юрый Ігаравіч Кендыш; род. 10 июня 1990, Минск) — белорусский футболист, полузащитник литовского клуба «Жальгирис». Выступал в национальной сборной Беларуси.

## Карьера

### Клубная
Ранее играл за поставский ПМЦ-Поставы, минский МТЗ-РИПО (позже «Партизан»). В январе 2012 подписал контракт с жодинским «Торпедо-БелАЗ». В августе 2012 находился на просмотре в российских «Химках», но не подошёл и вскоре подписал контракт со «Славией-Мозырь».
В январе 2013 года перешёл в брестское «Динамо». Нередко появлялся в стартовом составе на позиции опорного полузащитника. В декабре по окончании контракта покинул брестский клуб.
В марте 2014 года подписал контракт с литовским «Тракаем», где выступал в основном составе. По результатам сезона 2014 был признан лучшим полузащитником чемпионата Литвы.
В феврале 2015 года присоединился к «Жальгирису». Стал одним из основных игроков клуба и помог команде завоевать очередное чемпионство.
24 февраля 2016 года было объявлено о переходе полузащитника в стан борисовского БАТЭ. Закрепился в основном составе борисовчан на позиции опорного полузащитника. В мае 2016 года не играл из-за травмы, позднее вернулся в состав. В первой половине 2017 года играл в стартовом составе, однако летом, после прихода в команду Станислава Драгуна, стал реже появляться на поле.
В августе 2017 года был отдан в аренду молдавскому «Шерифу». В декабре стало известно, о переходе Кендыша в команду на постоянной основе. В 2019 году с 13 голами стал лучшим бомбардиром чемпионата.
В ноябре 2019 года подписал трёхлетнее соглашение с солигорским «Шахтёром». В начале 2021 года стал капитаном команды. Начинал сезон в стартовом составе, с июня выбыл из-за травмы, окончательно вернулся на поле в октябре. В январе 2022 года расторг контракт с «Шахтёром».
В январе 2022 года перешёл в латвийскую «Ригу». В апреле 2023 года футболист вернулся в литовский «Жальгирис».

### В сборной
Играл за молодежную сборную Беларуси.
9 ноября 2016 года дебютировал в национальной сборной Беларуси в товарищеском матче против Греции (1:0).

## Достижения
«Жальгирис»
- Чемпион Литвы: 2015, 2024
- Обладатель Кубка Литвы: 2014/15

БАТЭ
- Чемпион Беларуси: 2016
- Обладатель Суперкубка Беларуси (2): 2016, 2017

«Шериф»
- Чемпион Молдовы (3): 2017, 2018, 2019
- Обладатель Кубка Молдовы: 2018/19
- Лучший бомбардир чемпионата Молдовы 2019

«Шахтёр» Солигорск
- Чемпион Беларуси (2): 2020, 2021
- Обладатель Суперкубка Беларуси: 2021